# 154660 Kavelaars
154660 Kavelaars este o planetă minoră (asteroid) din centura de asteroizi. A fost descoperită pe 29 martie 2004 la Mauna Kea Observatories⁠(d) de David D. Balam și a fost numită după John J. Kavelaars⁠(d). 
Obiectul prezintă o orbită caracterizată de o semiaxă mare de 1,9206714775592 UAi, o excentricitate de 0,11, o înclinație de 22,5 ° în raport cu ecliptica.